# Far Cry Primal
Far Cry Primal ist ein Ego-Shooter mit offener Spielwelt, veröffentlicht vom französischen Publisher Ubisoft. Es handelt sich dabei um einen Ableger der Far-Cry-Spielreihe. Far Cry Primal erschien am 23. Februar 2016 für Xbox One und PlayStation 4, die Windows-Version folgte am 1. März 2016. Die Entwicklung wurde von Ubisoft Montreal geleitet. Das Spiel ist in der Steinzeit angesiedelt und dreht sich um die Geschichte von Takkar, welcher als unbewaffneter Jäger beginnt und zum Stammesführer aufsteigt.

## Handlung
Das Szenario spielt im Mesolithikum, etwa 10.000 v. Chr. Schauplatz ist das Oros-Tal, ein fiktiver Landstrich in Zentraleuropa. Takkar, ein Jäger des Wenja-Stammes, überlebt als einziger seiner Jagdgruppe den Angriff eines Säbelzahntigers. Zunächst allein macht er sich auf den Rückweg zu seinem Stamm, um festzustellen, dass dieser durch Angriffe des Stammes der Udam in alle Winde verstreut wurde. Takkar muss die Überlebenden seines Stammes sammeln und gegen die Udam sowie die Izila kämpfen.

## Spielprinzip
Primal entspricht vom Spielprinzip weitgehend seinen Vorgängern. Schusswaffen, Fahrzeuge und andere Elemente, die nicht in den zeitlichen Horizont passen, wurden ersetzt. Die Waffenauswahl wurde auf Speer, Axt oder Bögen limitiert. Spielern ist es nicht möglich diese Waffen käuflich zu erwerben, stattdessen müssen sie diese selbst mit Materialien wie Holz oder Stein herstellen. Generell wurde der Fokus auf Überlebensfähigkeiten verlagert. Auch Nahrung, Kleidung und andere Hilfsgegenstände wie Fackeln müssen aus Naturmaterialien erzeugt werden, die der Spieler in der Spielwelt sammeln und erjagen muss. Eine neue Funktion ist das Zähmen von Tieren. Takkar kann damit bestimmte Wildtiere zu seinen Verbündeten machen und beispielsweise in Kämpfen gegen Gegner einsetzen oder auf ihnen reiten.

## Entwicklung
Spekulationen über einen neuen Far-Cry-Serienableger entstanden im Oktober 2015, als Nutzer in der Datenbank des Online-Distributors Steam einen Eintrag zu einem unangekündigten Titel namens Far Cry Sigma fanden. Da Far Cry 4 erst im Jahr zuvor erschienen war, gingen die Vermutungen in Richtung einer allein lauffähigen Erweiterung wie Far Cry 3: Blood Dragon. Eine direkte Fortsetzung von Blood Dragon war bereits vor Veröffentlichung von Far Cry 4 von Ubisoft Montreals Creative Director Mark Hutchinson ausgeschlossen worden. Am 5. Oktober 2015 stellte Ubisoft Far Cry Primal und dessen Steinzeitszenario offiziell vor.
Das Spiel gilt als Überbrückungstitel zwischen Far Cry 4 und einem bei Veröffentlichung von Primal noch unangekündigten Far Cry 5. Für die Spielwelt verwendeten die Entwickler die Heightmaps von Far Cry 4, die Topographie beider Spielwelten ist daher weitgehend identisch. Die Musik des Spiels stammt von Jason Graves (24). Die Lokalisierung des Spiels wurde durch die mouse-power GmbH realisiert. Far Cry Primal verwendet Denuvo Anti-Tamper als Kopierschutz.
Statt gängiger Sprachen für die Dialoge zu verwenden, erfand Ubisoft zusammen mit Wissenschaftlern drei Formen einer proto-indogermanischen Sprache, die jeweils von einer der drei Fraktionen gesprochen wird. Die Übersetzung erfolgt in Untertiteln. Anzumerken ist jedoch, dass die Indogermanische Ursprache zu der Zeit, in der das Spiel angesiedelt ist (10.000 v. Chr.), noch nicht existierte.

## Rezeption
Far Cry Primal erhielt mehrheitlich wohlwollende Kritiken, deren Wertungen jedoch unter denen der Vorgänger lagen. Auf Metacritic beträgt der Wertungsschnitt für Windows 75/100, für Xbox One 79 und für PS4 76.
Die GameStar lobte das Szenario, bemängelte aber auch, dass das Spiel zu sehr auf die von Ubisoft gewohnte Spielformel setze, was hauptsächlich „das Abhaken von Icons auf der Mini-Map und das Füllen diverser Erfahrungsbalken“ bedeute. Dazu hätten die Entwickler es verpasst, eine ausgereifte Präsentation des Nahkampfs abzuliefern, da weder ein überzeugendes Kollisionsgefühl existiere, noch Ausweichschritte oder Abblockbewegungen möglich seien. Weiterhin sei das Missionsdesign sehr gleichförmig und biete kaum Höhepunkte. Laut The Verge wäre das Spiel ohne die Zugehörigkeit zum Far-Cry-Franchise vermutlich besser geworden, weil es von der Spielweise trotz des ungewöhnlichen Szenarios letztlich den anderen Titeln der Reihe zu ähnlich sei. Besonders störend sei die Vielzahl an menschlichen Personen, denen man über den Weg laufe. Viele Begegnungen führten demnach zu Kämpfen, die deutlich weniger interessant seien als in den anderen Serienablegern. Der Rest entspräche der altbekannten Formel der Vorgängertitel, etwa das generische Befreien irgendwelcher unglückseliger Stammeskameraden oder das Auftauchen gegnerischer Jagdtrupps, würde aber weniger gut in das Szenario passen. Statt eines Retters fühle man sich eher wie ein Elternteil, dessen Kinder einem keine Ruhe lassen.

## Nachfolger
Mai 2017 kündigte Ubisoft mit Far Cry 5 einen neuen Ableger der Reihe an, der im US-amerikanischen Hope County in Montana angesiedelt ist. Im Mittelpunkt steht eine religiöse Sekte bestehend aus Fanatikern. Entweder allein oder zusammen mit einem Freund geht man gegen diese Vereinigung vor und versucht, für Ordnung zu sorgen. Das Spiel wurde am 27. März 2018 veröffentlicht. Far Cry 5 erschien für PC, PlayStation 4 und Xbox One.